# Rekord TGV Atlantique
Rekord prędkości maksymalnej, wynoszący 515,3 km/h, został ustanowiony przez pociąg TGV Atlantique 18 maja 1990. Rekord ten został pobity 3 kwietnia 2007 przez pociąg TGV V150.

## Pociąg
Rekord prędkości został pobity przez TGV Atlantique o numerze taborowym 325. Skład pociągu poddano licznym modyfikacjom, by umożliwić mu osiągnięcie prędkości przekraczającej o ponad 200 km/h prędkość konstrukcyjną. Modyfikacje te były jednak niewielkie, i po testach pociągowi przywrócono pierwotny wygląd, obecnie pozostaje on w normalnej eksploatacji.
Jedynym wyróżnikiem pociągu 325 w porównaniu z innymi składami jest niebieska wstęga namalowana na nosie oraz pamiątkowe płytki z brązu na obydwu głowicach napędowych.

## Bicie rekordu prędkości

### Pierwsza seria: listopad 1989 – luty 1990

#### Przygotowanie pociągu TGV 325
Już na początku podczas przygotowań do jazd testowych TGV 117, wzięto pod uwagę wiele czynników: aerodynamikę, sieć trakcyjną, systemy elektryczne, hamulcowe, szyny, kontakt pomiędzy pantografem a siecią trakcyjną, a także komfort jazdy. Podstawowym celem programu jazd testowych było badanie zachowania się pociągu podczas jazd przy dużych prędkościach.
Fabrycznie nowy pociąg TGV Atlantique o numerze 325 (25 z 105 serii Atlantique) został wybrany jako punkt startowy do modyfikacji.

#### Pierwsza wersja pociągu 325
Podczas przygotowań do pierwszej rundy testów skrócono pociąg z 10 do 4 wagonów, uzyskując tym samym znaczący wzrost mocy w stosunku do masy.
Rezultat: głowica napędowa TGV24049, wagon R1 TGV R241325, wagon R4 TGV R244325, wagon R6 TGV R246325, wagon R10 TGVR240325 i głowica napędowa TGV24050.
Długość pociągu zredukowano więc z 237 do 125 m, a masę z 490 do 300 ton.
W aerodynamice TGV Atlantique nie dokonano wielu istotnych zmian. Zdecydowano, że skład 325 będzie miał przednią i tylną głowicę napędową. Pociągi TGV są symetryczne, więc jeżdżą w obie strony, lecz w przypadku głowic składu 325 (24049 i 24050), jasno określono, która będzie pierwsza, a która ostatnia. W 24049, usunięto pantografy i powiększono obudowę dachu, to samo wykonano z pantografami 1500 V DC na lokomotywie 24050. Użyto tylko jednego pantografu Faiveley GPU na głowicy 24050. Dalsze usprawnienia wzięte pod uwagę, ale porzucone, to gumowe membrany mocowane na szczelinach pomiędzy wagonami i spojler na tylnej lokomotywie 24050. Silniki synchroniczne prądu przemiennego w głowicach 24049 i 24050 miały ograniczoną prędkość obrotową uwarunkowaną szybkością przełączania elektroniki zasilającej. Technicy zdecydowali się na wielkość optymalną (po wcześniejszych testach z 325) 4000 obr./min przy prędkości 420 km/h. Wielkość tę przyjęto po uwzględnieniu nowego przełożenia i zwiększeniu średnicy kół. Tak jak w jazdach testowych TGV PSE 16 w roku 1981, w głowicach 24049 i 24050 zmieniono średnicę kół z 920 na 1050 mm.
Aby zapobiec problemom natury elektrycznej, elementy półprzewodnikowe (zwłaszcza tyrystory) zostały starannie dobrane pod względem jakości. Główne transformatory w obydwu głowicach zostały wymienione na większe, o mocy 6400 kW. Przeprowadzono rozległe testy ze względu na ich przeciążenie, tak aby nie przekroczyć założonego poziomu mocy podczas jazd.
Następnie zajęto się wózkami jezdnymi. Łożyska w osiach pozostały niezmienione, zwiększono natomiast sztywność tłumików oraz ich ilość do 4 na wagon, w celu poprawy niezawodności przy jeździe z dużą szybkością. W rezultacie wcześniejszych testów i symulacji komputerowych zwiększono także sztywność poprzecznych tłumików w głowicach.
W jazdach próbnych w roku 1981 uzyskano bezcenne dane oraz komputerowy model współpracy sieci trakcyjnej z pantografem, który wyjaśnił wiele zjawisk dynamicznych tego układu. Zaobserwowano duży skok pionowy przewodów trakcyjnych (ponad 30 cm), co było prawdopodobnie rezultatem wyprzedzenia fali ugięcia sieci przez pantograf, i co za tym idzie zły kontakt. Z tego powodu koniecznym stała się nie tylko modyfikacja linki nośnej sieci trakcyjnej, ale także pantografu.
W TGV 325 użyto pantografu Faiveley GPU. Ślizgacz pantografu waży poniżej 8 kg i jest zamontowany na tłumiku drgań o długości 150 mm. Konstrukcja pantografu jest osadzona na cylindrycznej rurze, redukującej czułość układu na przypadkowe zmienne zakłócenia. Modyfikacje pantografu objęły również zwiększenie sztywności układu tłumików i zwiększenie aerodynamiczności jego konstrukcji.
Ponieważ zastosowano większą średnicę kół, regulacji zwisu trakcji nad wagonami dokonano poprzez membrany powietrzne oraz podkładki regulujące. Zastosowano hamulce, które umożliwiają rozpraszanie 24 MJ na tarczę hamulcową zamiast dotychczasowych 18 MJ. Całkowita liczba tarcz – 20.
Wiele modyfikacji wymienionych powyżej, między innymi silników synchronicznych zostało przetestowanych przy prędkościach powyżej 400 km/h w pociągu 88 TGV Sud-Est. W jednej z jazd testowych technicy próbowali wprowadzić pociąg w niestabilne oscylacje poprzez drastyczną redukcję tłumienia, ale mimo tego bieg pociągu pozostał stabilny.
Na koniec usunięto większość foteli z wagonu R1 a wolną przestrzeń zamieniono w laboratorium do rejestracji danych pomiarowych podczas jazdy: zachowania sieci trakcyjnej, aerodynamiki, komfortu wewnątrz pociągu, hałasu i wielu innych parametrów.
30 listopada 1989, specjalny skład TGV 325 wyruszył z lokomotywowni Châtillon i ustawił się na torze testowym do pierwszych jazd.
Technicy z Châtillon spędzili 4500 godzin pracy nad modyfikacjami składu.

#### Chronologia bicia rekordów szybkości
Wtorek, 30 listopada 1989 – Pierwszy dzień testów
7:29 – pociąg 325 opuszcza warsztaty w Châtillon tuż za pociągiem 308. 325 nie mógł być dopuszczony do testów z powodu silników na 1500 V DC, które zostały usunięte, a kilka odcinków trakcji pomiędzy Paris i Massy były pod napięciem 1500 V.
Przyjazd do Massy o 7:49. Po sprawdzeniu systemów elektrycznych, 325 został odłączony od 308 o 8:21 i opuścił Massy.
8:52 – 325 mija bocznicę w Dangeau, na 114 kilometrze i rozpoczęto testy.
Warunki atmosferyczne przekazane radiem załodze: temperatura –7 °C, temperatura szyn –6 °C, wiatr wschodni, 3 km/h, widzialność 500 m.
Druga jazda tego dnia rozpoczęła się o 12:03, i 325 osiągnął 391 km/h na 169 kilometrze, zatrzymał się o 12:24 na 210 kilometrze na końcu testowego toru. Dotarł do Dangeau przy małej prędkości, następnie 325 rozpoczął trzecią jazdę i osiągnął 407 km/h na 142 kilometrze.
Piątek, 1 grudnia 1989
Z powodów atmosferycznych zamarzły pantografy. Podczas pierwszej w tym dniu jazdy wideo monitory pokazały intensywne iskrzenie pomiędzy pantografami a przewodami. Przerwano testy opuszczono pantografy i obsługa techniczna weszła na dach modułu 24050, aby je sprawdzić. Wyregulowano pantografy tak aby uzyskać lepszy styk z przewodami i dalsze jazdy obyły się bez kłopotów. Podczas trzeciej w tym dniu jazdy 325 osiągnął prędkość 442,6 km/h na 164,3 kilometrze.
Poniedziałek, 4 grudnia 1989
Pociąg 308 wykonał normalne poranne czyszczenie trasy, przy czym zanotowano lód na niektórych częściach pantografu oraz zły stan trakcji. Pomimo tego 325 osiągnął 463 km/h podczas pierwszej jazdy na 165 kilometrze.
Druga jazda 473 km/h.
Przy trzeciej osiągnął zaledwie 463 km/h, pomimo dwukrotnego zadziałania obwodów hamujących. Tego wieczora podjęto decyzję zwiększenia nacisku pantografu z 2700 daN do 2800 daN na szybszej części trakcji. (Normalny nacisk wynosi 2000 daN, lub 4500 lbf).
Wtorek, 5 grudnia 1989
Dzień powitał chłodną pogodą. Pierwsza jazda 474,5 km/h. 325 powrócił na bocznicę w Dangeau czekając na zezwolenie na dalsze jazdy.
11:07 – pociąg 308 drogą radiową zakomunikował o przeczyszczeniu trasy przy prędkości 350 km/h.
Kierownik testów Pierre Delfosse wyraził nadzieję, że następna jazda będzie lepsza.
325 opuścił Dangeau i o 11:36 rozpoczął rozpędzanie.
na kilometrze 124,1 – 300 km/h
na kilometrze 129,0 – 350 km/h
Rozjazd w Courtalain przejechano przy prędkości 363 km/h bez szarpnięcia.
na kilometrze 149,5 – 450 km/h
na kilometrze 154,8 – 460 km/h
na kilometrze 163,9 – 470 km/h
na kilometrze 166,0 – 480 km/h
600 metrów dalej o 11:37 został ustanowiony nowy światowy rekord prędkości 482,4 km/h.
Na kilometrze 169 nakazano mechanikowi Michel Boiteau redukcje prędkości do zera.
Rozkład w czasie:
- 6'15" i 22 km do 400 km/h
- 8' i 33 km do 440 km/h
- 9' i 40 km do 460 km/h

SNCF poinformował media o ustanowieniu nowego rekordu prędkości pociągu.
6 grudnia 1989 – 29 stycznia 1990
Kontynuacja jazd próbnych. Zwiększono moc 325 do 13 MW – moc równą około pary pociągów TGV-Atlantique. Razem z pociągiem 308, 325 mógł osiągnąć teoretycznie 777,7 km/h.
Wszystkie jazdy przeszły bez potknięć przy zachowaniu narzuconego reżimu bezpieczeństwa.
Dane testów z 5 grudnia pokazują, że limit systemu TGV nie został jeszcze osiągnięty. Wobec powyższego zdecydowano się na drugą rundę testów w zakresie prędkości 500 km/h.
Załoga testująca musiała przyspieszyć prace ponieważ planowano oddanie linii która miała wejść do eksploatacji w sierpniu 1990.
Poniedziałek, 29 stycznia 1990
Po raz pierwszy rozpoczęto próby na torze nr 2. Pociąg 325 minął rozjazd na stacji w Vendôme przy 462 km/h.
czwartek, 1 lutego 1990
Ostatnia jazda pierwszej serii jazd.
o 15:30, 325 powrócił do warsztatów w Châtillon.
Pozostanie tam przez trzy miesiące, gdzie będzie poddany modyfikacjom do drugiej serii testów.

### Druga seria: marzec – maj 1990

#### Druga wersja pociągu 325
1 lutego 1990 o 15:30, TGV 325 powrócił do warsztatów w Châtillon na dłuższy czas.
325 ustanowił wtedy światowy rekord prędkości 482,4 km/h. Technicy dostali nieprzekraczalny termin 1 marca na dalsze modyfikacje umożliwiające osiągnięcie 500 km/h. Druga runda zakładała dokonanie zdecydowanych modyfikacji opierając się na wcześniejszych doświadczeniach
Osie w lokomotywach 24049 i 24050 zostały usunięte i 2 lutego przetransportowane do warsztatów w Bischheim we wschodniej Francji celem powiększenia ich średnicy do 1090 mm. Jedną z osi 24049 poddano badaniom naprężeniowym Châtillon. Początkowo druga oś w 24049 też planowano poddać takim badaniom, ale z powodu możliwości niedotrzymania terminu 1 marca odstąpiono od tego. Do kół o większej średnicy zastosowano hamulce ze specjalnymi nakładkami na klocki hamulcowe. Ich grubość 15 mm gwarantowała tylko 2 hamowania bezpieczeństwa.
6 lutego usunięto wagon R6. To dało 325 maksymalną możliwą konsystencję, a wagon barowy R4 otrzymał funkcje zwornika.
Teraz 325 ważył 250 ton i miał 106 m od nosa do ogona.
Od 7 do 14 lutego trzy pozostałe wagony przeszły dalsze modyfikacje. Linia kablowa 25 kV na dachu została zamieniona na pojedynczy kabel, to umożliwiło usunięcie sterczących izolatorów podtrzymujących linię pomiędzy wagonami. Zainstalowano gumowe membrany przykrywające szczeliny między wagonami i wózek Y237B. W szczelinach pomiędzy lokomotywami, a wagonami zainstalowano tamy. Te śniegowe osłony zamontowano poniżej łączników co miało zapobiegać powstawaniu obszaru niskiego ciśnienia pomiędzy pojazdami (zostało to wykryte we wcześniejszych testach). Na górze lokomotyw, na przodzie dodano 10 cm metalowe osłony w celu kompensacji przestrzeni powstałej po zastosowaniu większych kół. W końcu zamontowano demontowalny spojler na nosie lokomotywy 24050.
Aerodynamiczne modyfikacje dały 10% zysku w redukcji oporów. W pierwszej rundzie testów uzyskano prędkość 460 km/h.
Na nowej wersji 325 500 km/h.
27 lutego 1990 po złączeniu pociągów 325 wytoczono go z warsztatów Châtillon po raz drugi, 2 dni przed terminem.
Przeróbki pochłonęły 2000 godzin pracy w warsztatach.
Zaowocowało to ustanowieniem światowego rekordu prędkości 515,3 km/h.

#### Wybór właściwego odcinka LGV
Testy miały miejsce na odgałęzieniu linii Atlantique – sieci linii TGV na kilka miesięcy przed oddaniem jej do eksploatacji. Prawdę mówiąc było to jedyne miejsce do tego typu testów, ze względu na torowisko i trakcję, mimo tego iż pewne odcinki linii TGV spełniały kryteria przed 1981 (tuż po ustanowieniu rekordu prędkości na linii Sud-Est w lutym 1981).
Decyzja o budowie linii LGV Atlantique zapadła już 25 maja 1984 r. Pierwsze prace ziemne rozpoczęto 15 lutego 1985. Nowa linia została pociągnięta prosto z dworca Gare Montparnasse w Paryżu, do Le Mans z drugim odcinkiem w kierunku Tours. Odgałęzienie Le Mans (z szybkością podróżną 300 km/h) oddano do eksploatacji 20 września 1989 r., a od odgałęzienie do Tours w rok później. Dwa oddzielne rozgałęzienia w Courtalain, 130 km na zachód od Paryża posiadały krzyżownice przystosowane do 220 km/h na rozjeździe do Le Mans i Tours.
Odcinek testowy zaczynał się na 114 km w Dangeau. Mijał Courtalain na odcinku linii do Tours. Pomiędzy 135 i 170 kilometrem linia wchodzi w szeroki łuk o promieniu 15 km na 150 kilometrze. Zakręt ten wybudowano z dużym przewyższeniem co idealnie nadawało się do uzyskiwania prędkości 300 km/h Na 160 kilometrze linia mijała Vendôme. Na kilometrze 166 znajduje się długi zjazd o nachyleniu 2,5% w kierunku doliny Loir (rzeka Loire) gdzie na 175 kilometrze wjeżdża na most o długości 175 m.
Ten obszar jest dogodny do osiągania dużych prędkości i dlatego większość testów przeprowadzono właśnie tam.
Odgałęzienie do Tours zostało przetestowane specjalnym komputerowym Maintenance of Way z departamentu Track Research SNCF. Tak jak na wszystkich liniach TGV torowisko wykonane jest z dokładnością 1 mm. Przed testami usunięto z niego drobny żwir. W późniejszych testach z pociągami 308 i 325 nie przykładano już tak dużej uwagi do tego typu działań. W przeciwieństwie do roku 1955 w którym ustanowiono światowy rekord prędkości 331 km/h gdzie torowisko zostało poważnie uszkodzone podczas testów z dużymi prędkościami (szczególnie na końcu mostu Loir).
Trakcja to typowa dla TGV, bez żadnych modyfikacji. Jedyne zmiany to regulacje. Trakcja TGV składa się z 1200 m odcinków, podwieszonej na systemie bloczków (wielokrążków) i odciągów. Słupy są rozmieszczone co 54 m. Linka nośna wykonana jest z brązu o przekroju 65 mm². Przewód jezdny wykonany jest z miedzi o przekroju 150 mm². Przekrój kołowy ze spłaszczoną częścią kontaktową.
Ogólnie rzecz biorąc pantograf poruszający się pod przewodem wytwarza na nim falę której prędkość uzależniona jest od nacisku na pantograf oraz masy na jednostkę długości. Kiedy pociąg zbliża się do prędkości krytycznej zjawisko to powoduje niebezpieczne podskoki przewodu jezdnego, co w konsekwencji prowadzi do przerwy w styku. Prędkość maksymalna uzależniona jest właśnie od prędkości krytycznej. Problem ten był istotny w jazdach testowych.
Istnieją dwa rozwiązania: zwiększyć nacisk pantografu na przewód jezdny lub zredukować masę przewodu na jednostkę długości.
Brano pod uwagę wymiany przewodów jezdnych z miedzianych na stop kadmowy, ale porzucono go ze względu na czas i koszty. Tak więc zastosowano pierwsze rozwiązanie. Dla jazd testowych zwiększono nacisk z nominalnego 2000 daN na 2800 daN i wyjątkowo do 3200 daN.
Dla jazd powyżej 500 km/h napięcie trakcji zwiększono z 25 kV 50 Hz na 29,5 kV.
Na 166 kilometrze słupy trakcji wyposażono w czujniki przemieszczenia przewodów.
18 maja 1990 przy ustanowieniu rekordu prędkości 515,3 km/h zanotowano przemieszczenie pionowe przewodów prawie o 30 cm i przekroczyło o 1 – 2 cm wcześniejsze symulacje komputerowe.
Teoretyczna prędkość krytyczna wynosiła 532 km/h.

#### Chronologia bicia rekordów szybkości
Poniedziałek, 5 marca 1990
Pierwsza jazda pociągu 325, wersja 2, przy 408 km/h. Na bocznicy w Dangeau załoga zmieniła kabiny do drugiej jazdy. Po zwiększeniu mocy uszkodzono transformator w tylnym module 24050.
Na tym zakończono testy i 325 został odholowany do warsztatów w Châtillon przez pociąg 308. Wieczorem uszkodzony transformator wymieniono na mniejszy – standardowy. Mechanicy spędzili całą noc na reperacji systemu elektrycznego w 24050. Wiele obwodów 1500 V i 72 V zostało poważnie uszkodzonych przez napięcie 25 kV.
Wtorek, 6 marca 1990
Po wielu wolnych jazdach w warsztatach wyregulowano transformator 325 – był gotowy do ponownych testów o 10:05. Niestety, na nic to się zdało.
W Saint-Léger ponownie się zepsuł i został ponownie odholowany do Châtillon przez 308.
Piątek, 9 marca 1990
O 6:30 technicy nadal pracowali nad wymianą silnika oraz niskonapięciowej instalacji elektrycznej. Tym razem przywrócenie  325 do pełnej sprawności technicznej zajęło znacznie więcej czasu. O 19:00 nadeszła wiadomość, że SNCF zdecydowało się opóźnić dalsze testy modułu 24050. Przy obecnym, mniejszym transformatorze wątpliwe jest, aby jednostka 325 była w stanie osiągnąć moc niezbędną do rozwinięcia prędkości 500 km/h.
Piątek, 4 maja 1990
325 jest znowu w testach. 5 grudnia został pobity rekord prędkości 485 km/h. Osiągnięcie 500 km/h wydaje się więc bliskie.
Środa, 9 maja 1990
Jelenie na testowym torowisku opóźniły pierwszą jazdę o ponad godzinę.
Podczas trzeciej jazdy rozpoczętej w Dangeau o 14:38, 325 ustanowił historyczny rekord przełamując 500 km/h na 164,8 kilometrze.
o 14:49, 325 osiągnął szczytową prędkość 506,5 km/h, na 165,9 kilometrze. Podczas tej jazdy utrzymywał prędkość ponad 500 km/h na odcinku 3 km.
Czwarta jazda odbyła się normalnych warunkach atmosferycznych: temperatura powietrza 23 °C, temperatura szyn 32 °C. Kilometr 166: temperatura 24 °C, temperatura przewodów 25 °C, wiatr zachodni, 10 km/h.
Dane z jazdy:
- kilometr prędkość
- 124,4 300 km/h
- 130,1 360 km/h
- 137,0 400 km/h
- 146,6 450 km/h
- 153,0 480 km/h
- 156,6 490 km/h
- 162,0 500 km/h

o 16:43, po następnych kilku sekundach, pojawiła się na ekranie cyfra: 510,6 km/h. Jest godnym uwagi fakt, że prędkość tę osiągnięto bez wykorzystania jazdy z górki na 166 kilometrze. Sygnalizatory na stacji zostały minięte przy prędkości 502 km/h
Czwartek, 10 maja 1990
Pierwsza jazda przy 509,9 km/h – bez problemów. Druga jazda także. Przy trzeciej pojawił się problem przy prędkości 300 km/h, pantograf zaczął podskakiwać. 325 powrócił do Dangeau redukując prędkość, aby technicy mogli zbadać pantograf. Prawdopodobnie przewody prędkościomierza interferowały z okablowaniem pantografu. Wymieniono okablowanie.
Czwarta jazda – ponownie ten sam problem.
Jeszcze raz zawrócono do Dangeau, wymieniono tłumik drgań w pantografie.
Piąta jazda – to samo przy prędkości 339 km/h.
Zawieszono test w tym dniu.
Piątek, 11 maja 1990
SNCF ogłosił przerwę w testach z powodów niewielkich problemów z pantografem. Pomimo istotnych problemów z pantografem 325 kontynuował jazdy, osiągając 505 km/h i 508,9 km/h.
Poniedziałek, 14 maja 1990
Problemy pociągu 325 przy wielkich prędkościach wynikające z przyczyn elektrycznych. Technicy zadowolili się mniej ambitnymi rozwiązaniami (protezami) eliminującymi te problemy.
Środa, 16 maja 1990
Pierwsza jazda – 505,8 km/h na 166,2 kilometrze. Jacques Fournier, szef SNCF i gość na 325 pogratulował załodze testowej osiągnięcia prędkości powyżej 500.
Druga jazda 506 km/h. Trzecia jazda 510,8 km/h na 166,8 kilometrze. Dwie ostatnie jazdy były bezbłędne bez wcześniejszych elektrycznych problemów.
Piątek, 18 maja 1990 – ostatni dzień testów
o świcie 325 odholowano do Massy, aby zabrać załogę techniczną. R1 przeznaczono do pokazów. Trailer R10 wypełnił się dziennikarzami.
o 8:08, 308 i 325 przybyły do Dangeau gdzie je rozłączono. Pociąg 313 przyciągnięto do nich, aby umożliwić francuskiemu ministrowi transportu Michel Delebarre, wejść na pokład 325. Pociąg 313 podciągnięto do stacji Vendôme wypełnionej pracownikami SNCF, na czele z prezydentem Jacques Fournier, i innymi dygnitarzami.
o 9:51 325 wjechał na bocznicę w Dangeau. Napięcie w sieci trakcyjnej zwiększono z 25 kV do 29.5 kV. 15 minut później o 10:06, TGV Atlantique n° 325 ustanowiono nowy rekord prędkości – 515,3 km/h na dole wzniesienia na 166.8 kilometrze.
Kilka minut później pociąg zatrzymał się na 210 kilometrze, gdzie załoga z ministrem celebrowała to wydarzeni szampanem.
Wkrótce 325 z włączonymi reflektorami i wyciem syreny wjechał na tor 4 stacji Vendôme, gdzie został powitany przez tłumy dziennikarzy